# Gustave Kerker
Gustave Kerker est un compositeur et chef d'orchestre allemand né le 28 février 1857 à Herford (Confédération germanique) et mort le 29 juin 1923 à New York (États-Unis). Il a principalement fait carrière à Londres puis à New York, devenant directeur musical pour des productions de Broadway et compositeur de nombreuses comédies musicales.

## Biographie
Gustave Adolf Kerker naît à Herford en Allemagne et commence à étudier le violoncelle à l'âge de sept ans. Sa famille émigre aux États-Unis en 1867 et s'établit à Louisville, dans le Kentucky. Kerker joue dans les orchestres des théâtres locaux, puis commence à diriger. Sa première opérette, The Cadets, fait l'objet d'une tournée dans le Sud en 1879. Kerker s'installe ensuite à New York, où il est engagé comme chef principal au Casino Theatre, à Broadway. Il ajoute ses propres chansons dans les partitions des opérettes étrangères, notamment The Pearl of Pékin,  adaptation de l'opérette Fleur-de-thé de Charles Lecocq, qui n'était pas soumise aux droits d'auteur aux États-Unis.
Sa première opérette créée à New York est Castles in the Air, en 1890. Il écrit plus de vingt spectacles dont certains à grand succès, comme Little Christopher Columbus (1893), et la comédie musicale au retentissement international The Belle of New York (1897).
Kerker a été marié deux fois : d'abord à Rose Keene dont le nom de scène était Rose Leighton (1884) puis à Mattie B. Rivenberg (1908), de 30 ans sa cadette. Il meurt des suites d'une attaque d'apoplexie à son domicile à New York à l'âge de 66 ans.

## Œuvres principales
- 1879 : The Cadets

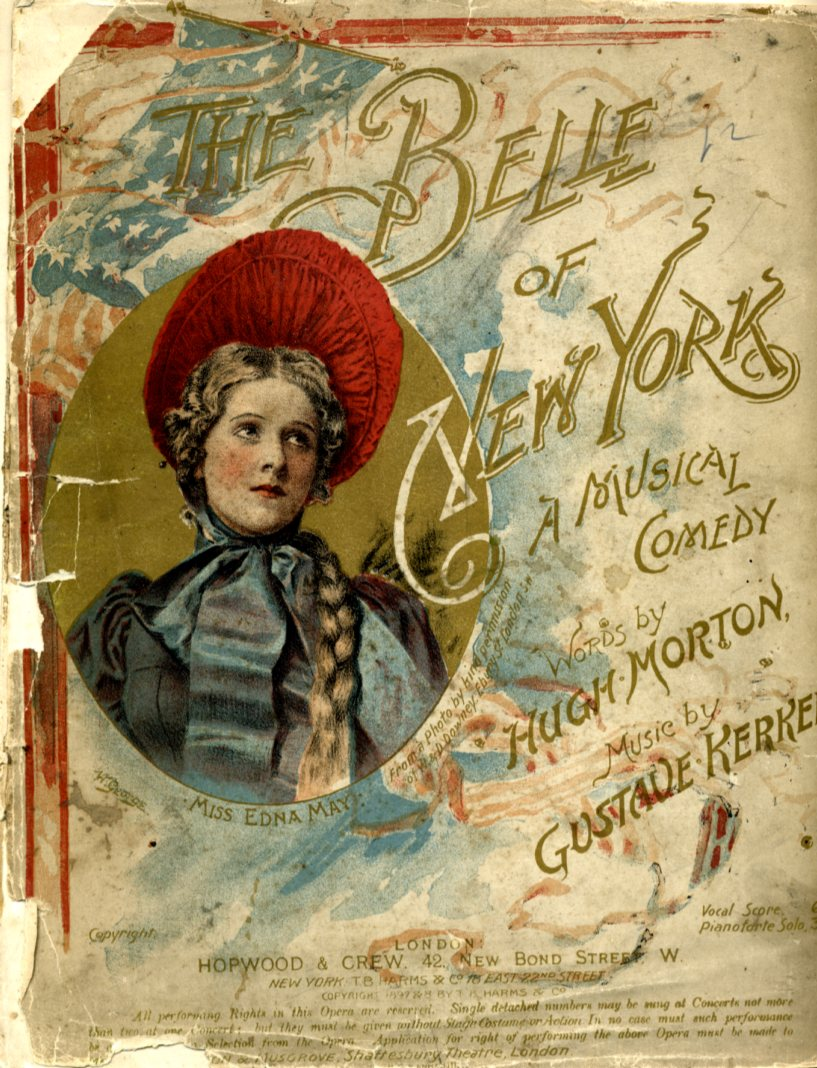
Page de couverture de la comédie musicale The Belle of New York

- 1888 : The Pearl of Pekin, livret de Charles Alfred Byrne
- 1890 : Castles in the Air, livret de Charles Alfred Byrne
- 1893 : Little Christopher Columbus, avec Ivan Caryll, livret de George Robert Sims et Cecil Raleigh
- 1894 : Prince Kam or A Trip to Venus, livret de Charles Alfred Byrne et Louis Harrison
- 1895 : Kismet or Two Tangled Turks, livret de Richard F. Carroll
- 1896 : In Gay New York, livret de Hugh Morton
- 1896 : The Lady Slavey, livret de George Dance, lyrics de Hugh Morton
- 1896 : An American Beauty, livret de Hugh Morton
- 1897 : The Whirl of the Town, livret de Hugh Morton
- 1897 : The Belle of New York, livret de Hugh Morton
- 1898 : Yankee Doodle Dandy, livret de Hugh Morton
- 1898 : The Telephone Girl, livret de Hugh Morton
- 1899 – The Man in the Moon, avec Engländer et Reginald De Koven
- 1901 : The Girl from Up There, livret de Hugh Morton
- 1902 : The Billionaire, livret de Harry B. Smith
- 1903 : Winsome Winnie, livret de Edward Jakobowski, avec Harry Paulton
- 1904 : Burning to Sing, or Singing to Burn. Opéra, livret de R. H. Burnside
- 1904 : Die Eisjungfrau (Vienne)
- 1906 : The Social Whirl, livret de Charles Doty et Joseph Herbert, lyrics de Joseph Herbert
- 1906 : The Tourists, livret de R. H. Burnside
- 1907 : The White Hen, livret de Roderic C. Penfield, lyrics de Roderic C. Penfield et Paul West
- 1907 : Fascinating Flora, livret de R. H. Burnside et Joseph Herbert
- 1909 : Die oberen Zehntausend , opérette américaine en 3 actes, livret de Julius Freund (Berlin)
- 1910 : Schneeglöckchen (Vienne)
- 1912 : Two Little Brides, livret de Arthur Anderson et Harold Atteridge
- 1921 : The Whirl of New York, basé sur The Belle of New York, livret de Hugh Morton et Edgar Smith